# Lindernia angolensis
Lindernia angolensis é uma espécie botânica do gênero Lindernia pertencente à família Linderniaceae.